# Dorothea Veit
Dorothea Friederike Veit, nascuda Brendel Mendelssohn (Berlín, 24 d'octubre de 1764-Leipzig, 3 d'agost de 1839), va ser una intel·lectual alemanya del romanticisme, escriptora, editora i traductora, però com que mai va signar amb el seu nom, no va ser reconeguda en vida i ha costat que ho sigui després.
Es va casar amb el banquer Simon Veit, amb qui va tenir quatre fills, entre els quals Jonas Veit i Philipp Veit, i de qui es va divorciar el 1799.
Va conèixer Karl Wilhelm Friedrich von Schlegel en el saló de Henriette Herz al juliol de 1797; per casar-s'hi, es va convertir al protestantisme el 1804, i més tard al catolicisme, al 1808.
Després de la mort de Schlegel, el 1829, es va instal·lar amb el seu fill Philipp a Frankfurt fins a la seva mort, el 1839.

## Importància en la història cultural
Com a filla d'un membre de la il·lustració jueva alemanya com Moses Mendelssohn, Dorothea Veit va estar envoltada durant tota la vida de poetes, crítics, músics, novel·listes i filòsofs d'Europa i ella estigué des dels seus primers anys, al cor de la cultura d'avantguarda de l'època. El seu germà, Joseph, era amic i patrocinador d'Alexander von Humboldt, el naturalista i etnòleg. Felix Mendelssohn, el compositor, i la seva germana Fanny Mendelssohn, també talentosa música, eren el seu nebot i neboda. Altres germans seus eren banquers, salonnières o pintors famosos.
Per a alguns jueus, també pot ser una figura poc admirable, per tal com va abandonar el judaisme i va deixar el marit jueu que la família havia escollit per a ella. La majoria dels seus amics posteriors eren cristians, jueus assimilats o casats entre ells (com Rahel Levin), o deistes i materialistes laics. La seva associació amb Germaine de Staël va ser òbviament de la màxima importància, ja que la senyora de Staël també era la mecenes i companya literària del segon marit de Dorothea, Friedrich Schlegel.
Signà la seva obra amb el nom del seu marit, i per això ha costat reconèixer la seva contribució al primer romanticisme alemany. I el seu interès pels contes i les tradicions populars, encara està gairebé sense explorar.

## Obres
- Florentin, Lübeck & Leipzig 1801
- Gespräch über die neueren Romane der Französinnen
- Geschichte des Zauberers Merlin, Leipzig 1804